# Антверпенский университет
Антверпенский университет (нидерл. Universiteit Antwerpen, сокращённо — UA) один из ведущих университетов Бельгии, расположен в городе Антверпен.
Университет входит в ассоциацию университетов Европы Утрехтская сеть.

## История
Был основан в 2003 году после объединения трех университетов, которые ранее были известны как Государственный университетский центр Антверпен (RUCA, Rijksuniversitair Centrum Antwerpen), Университетские факультеты Святого Игнатия в Антверпене (UFSIA, Universitaire Faculteiten Sint-Ignatius Antwerpen) и Антверпенское университетское учреждение (UIA, Universitaire Instelling Antwerpen). Таким образом, корни университета берут начало в 1852 году. В состав Антверпенского университета напрямую или опосредованно (через одно из трех вышеуказанных учреждений) вошло много прежних высших учебных заведений, например Колониальный университет Бельгии (функционировал с 1920 по 1965 год, позднее был расформирован и вошёл в состав Государственного университетского центра Антверпена).
В университет Антверпена обучается около 15000 студентов и работают 850 сотрудников, что делает его третьим по величине университетом во Фландрии. Более 1000 студентов (не считая обмена студентами) из зарубежных стран, но большинство из стран ЕС. В целях решения проблем, связанных с интернационализацией европейского образования и научных исследований, университет вступил в Ассоциацию Университетов Антверпена (AUHA).

## Кампусы
В составе университета находятся девять кампусов, расположенных в историческом центре и зеленом поясе на юге города.
- Городской кампус («Stadsampus»): Prinsstraat 13, 2000 Антверпен
- Кампус Миддлхейм («Campus Middelheim») (Ректорат и центральная администрация) : Middelheimlaan 1, 2020 Антверпен
- Кампус Груненборгер («Campus Groenenborger»): Groenenborgerlaan 171, 2020 Антверпен
- Кампус Дри Эикен («Campus Drie Eiken»): Universiteitsplein 1, 2610 Антверпен
- Кампус Хобокен («Campus Hoboken»): Salesianenlaan 90, 2660 Хобокен
- Кампус Мерксем («Campus Merksem»): Jaak De Boeckstraat 10, 2170 Мерксем
- Кампус Мютсаард («Campus Mutsaard»): Mutsaardstraat 31, 2000 Антверпен
- Кампус Зёид («Campus Zuid»): Schildersstraat 41, 2000 Антверпен
- Кампус Паардениаркт («Campus Paardenmarkt»): Paardenmarkt 92, 2000 Антверпен
- Кампус Брантяйзер («Campus Brantijser»): Sint-Jacobsmarkt 9-13, 2000 Антверпен

## Факультеты
Университет насчитывает девять факультетов
- Факультет фармацевтических, медико-биологических и ветеринарных наук (Faculteit Farmaceutische, Biomedische en Diergeneeskundige Wetenschappen)
- Факультет медицины и наук о здоровье (Faculteit Geneeskunde en Gezondheidswetenschappen)
- Факультет филологии и философии (включает гуманитарные науки) (Faculteit Letteren en Wijsbegeerte)
- Факультет дизайна (Faculteit Ontwerpwetenschappen)
- Факультет права (Faculteit Rechten)
- Факультет социальных наук (Faculteit Sociale Wetenschappen)
- Факультет прикладных экономических наук (Faculteit Toegepaste Economische Wetenschappen)
- Факультет прикладных инженерных наук (Faculteit Toegepaste Ingenieurswetenschappen)
- Факультет наук (подразумеваются естественные науки) (Faculteit Wetenschappen)

Институт политики и управления развитием (IDPM), Antwerp Management School (AMS) и Institute of Transport and Maritime Management Antwerp (ITMMA) имеют схожий с факультетским, но автономный статус в рамках Антверпенского Университета.

## Международное признание
В 2016 году в списке THE-QS World University Rankings, Антверпенский университет занял 190-й место.
Краткий обзор прошлых лет:
| Год  | Место       |  |
| ---- | ----------- |  |
| 2005 | 235         |  |
| 2006 | 252 ▼ (-17) |  |
| 2007 | 187 ▲ (+65) |  |
| 2008 | 195 ▼ (-8)  |  |
| 2009 | 177 ▲ (+18) |  |

| Год  | Место       |
| ---- | ----------- |
| 2010 | 179 ▼ (-2)  |
| 2011 | 197 ▼ (-18) |
| 2012 | 196 ▲ (+1)  |
| 2013 | 192 ▲ (+4)  |
| 2014 | 164 ▲ (+28) |

| Год  | Место       |
| ---- | ----------- |
| 2015 | 170 ▼ (-6)  |
| 2016 | 190 ▼ (-20) |
| 2017 | 210-250 ▼   |

## Ректора
- Массар, Люсьен